# Tatsuji Miyoshi
Tatsuji Miyoshi (三好 達治, Miyoshi Tatsuji, 23 août 1900 – 5 avril 1964) est un poète, critique littéraire et éditeur littéraire japonais de l'ère Shōwa. Il est connu pour sa longue poésie en vers libres, qui dépeignent souvent la solitude et l'isolement dans le cadre de la vie contemporaine, mais qui sont écrits dans un style complexe et très littéraire qui rappelle la poésie japonaise classique.

## Jeunesse
Miyoshi naît dans l'arrondissement Nishi-ku d'Osaka, fils ainé d'une grande famille de milieu modeste gérant une imprimerie. Enfant de santé fragile, il manque fréquemment l'école en raison de crises nerveuses. Il est forcé de quitter l'école secondaire en raison de l'incapacité à payer les frais de scolarité une fois que l'entreprise familiale a fait faillite. Son père abandonne sa famille pour échapper à des créanciers, et il ne peut compléter ses études que grâce à la bienfaisance d'une tante.
De 1915 à 1921, Miyoshi est enrôlé dans l'Armée impériale japonaise. Il suit d'abord une formation à l'École des cadets de l'Armée à Osaka, puis effectue une période de service en Corée occupée. Il quitte l'armée en 1921 pour s'inscrire à la troisième École Supérieure de Kyoto, dont il sort diplômé en littérature. Miyoshi s'intéresse à la littérature depuis qu'il fréquente le lycée, en particulier aux œuvres de Friedrich Nietzsche et Ivan Tourgueniev. En 1914, il commence à composer ses propres haiku.

## Carrière littéraire
Miyoshi s'installe à Tokyo pour étudier la littérature française à l'université impériale de Tokyo de 1925 à 1928. Encore étudiant, il réalise une traduction en japonais de la collection complète du Le Spleen de Paris de Charles Baudelaire, ainsi que des traductions de plusieurs romanciers français, publiées en 1929. À cette époque il se lie d'amitié avec les nouvellistes Motojirō Kajii et Nakatani Takao avec lesquels il publie la revue littéraire, Aozora (« Ciels bleus »), ce qui lui donne la possibilité de publier ses poèmes tels que Ubaguruma (« Voiture d'enfant ») et Ishi no ue (« Sur la pierre »), favorablement reçus par les critiques littéraires, dont Sakutarō Hagiwara. Ce dernier se joint à lui pour éditer la revue critique, Shi to Shiron (« Théorie de la poétique et de la poésie ») en 1928.
En 1930, Miyoshi publie sa première grande anthologie de vers libre, Sokuryo sen (« Le navire arpentage »). Les expressions, qui rappellent la poésie japonaise classique, associées avec l'intellectualisme de son travail établissent sa réputation. En 1934, il publie une autre anthologie, en feuilleton, dans le magazine littéraire Shiki (« Quatre saisons »), et il devient un personnage central dans le fonctionnement de la revue en compagnie de Hori Tatsuo et Kaoru Maruyama.
Miyoshi courtise Hagiwara Ai, la sœur de Sakutarō Hagiwara, mais ils ne peuvent se marier en raison de l'opposition de ses parents. De 1944 à 1949, Miyoshi réside à Mikuni dans la préfecture de Fukui.
En juin 1946, il publie dans le magazine Shinchō la première partie d'un essai dans lequel il appelle à la démission de l'empereur Showa et, dans des termes très durs, l'accuse d'être non seulement le « principal responsable de la défaite », mais « d'avoir été extrêmement négligent dans l'exercice de ses fonctions »,.
La production de Miyoshi est stable et variée au cours de sa longue carrière. Outre des anthologies en vers libres, telles que Nansoshu (« D'une fenêtre du sud ») et Rakuda no kobu ni matagatte (« Sur une bosse de chameau »), qui remporte l'édition 1962 du prix Yomiuri, il publie également de la critique littéraire de poésie, Fuei junikagetsu et Takujo no hana (« Fleurs sur une table »), une collection d'essais, Yoru tantan, et une importante recension de l’œuvre de son ami poète Sakutarō Hagiwara.

## Postérité
Miyoshi décède en 1964 d'une crise cardiaque. Sa tombe se trouve dans le temple de Honcho-ji à Takatsuki, Osaka, où son neveu est prêtre.
En 2004, la ville d'Osaka crée le prix Tasuji Miyoshi, destiné à couronner le meilleur recueil de poésie publié au Japon. Le montant du prix est fixé à 1 million de yens.

## Source de la traduction
- (en) Cet article est partiellement ou en totalité issu de l’article de Wikipédia en anglais intitulé « Tatsuji Miyoshi » (voir la liste des auteurs).